# Juan Urango
Juan Urango est un boxeur colombien né le 4 octobre 1980 à Montería.

## Carrière
Champion d'Amérique latine WBC des poids super-légers en 2004 après sa victoire à la 2e reprise face à Ubaldo Hernandez, il remporte le titre de champion du monde IBF laissé vacant par Ricky Hatton en battant Naoufel Ben Rabah le 30 juin 2006. Il perd cette ceinture IBF face à Hatton aux points le 20 janvier 2007 mais la remporte une seconde fois le 30 janvier 2009 aux dépens d'Herman Ngoudjo.
Le 30 mai 2009, il s'incline aux points face à Andre Berto, champion WBC des welters. Malgré cette défaite, il conserve sa ceinture IBF le 28 août face à Randall Bailey par jet de l'éponge au 11e round mais échoue dans sa tentative d'unifier les titres WBC & IBF en étant stoppé au 8e round par Devon Alexander le 6 mars 2010.